# 中国偶像
《中国偶像》是中国香港卫视和香港世纪英雄传媒集团有限公司于2012年5月共同推出的一档全球华人新秀歌唱比赛节目，该节目第一季2013年1月25日在北京举行总决赛，最后张青、丁可、张倩分获前三甲。

## 基本简介
- 首播时间：2012年11月12日，每周五香港卫视20:30首播
- 节目主持：吴昊、孟珺
- 节目评委：郭亮、斯琴格日乐、常宽、徐浚清

## 比赛结果
| 名次 | 选手姓名 | 生日          | 籍贯           | 赛区     |
| ---- | -------- | ------------- | -------------- | -------- |
| 冠军 | 张青     | 1989年9月6日  | 陕西省西安市   | 北京赛区 |
| 亚军 | 丁可     | 1996年6月18日 | 浙江省杭州市   | 上海赛区 |
| 季军 | 张倩     | 1994年7月28日 | 江苏省张家港市 | 上海赛区 |

## 赛后成果
- 冠军：张青，2012年6月发行首张个人EP专辑《亲密敌人》[4]
- 亚军：丁可，2013年12月发行两支单曲《让你幸福的人不是我》《借来的幸福》[5]
- 季军：张倩，2013年6月发行首张个人EP专辑《未拨动的琴弦》[6]
- 12强：高子莹，北美赛区冠军，发行单曲《借来的幸福》[7]

2013年冠军张青与季军张倩助阵韩国节目《亚洲巨声》